# درز وتدي صخري
الدرز الوتدي الصخري (بالإنجليزية: sphenopetrosal suture)‏ أو الشق الوتدي الصخري (بالإنجليزية: sphenopetrosal fissure)‏ هو درزٌ قحفيٌ بين العظم الوتدي والجزء الصخري [الإنجليزية] من العظم الصدغي.  يقع في حفرة القحف المتوسطة.[بحاجة لمصدر] 